# Tigana (Mali)
Pour les articles homonymes, voir Tigana.
Tigana est un village chef-lieu de la commune rurale de Sidibela dans le cercle de Oussoubidiagna, la région de Kayes, à l'ouest du Mali méridional.

## Géographie
La localité de Tigana est située au nord de la route régionale RR1 à 38 km à l'ouest du du chef-lieu de cercle Oussoubidiagna.

## Infrastructures et services
Lors du recensement de 2009, la localité est desservie par les services suivants. :
- une école
- une formation de santé
- une caisse d'épargne et de crédit
- une banque de céréales
- 4 points d'eau